# Alphonse d'Angleterre
Alphonse  (ou Alphonsus) d'Angleterre, né le 24 novembre 1273 et mort le 19 août 1284, est l'un des fils du roi d'Angleterre Édouard Ier et de son épouse Éléonore de Castille. Alphonse est l'héritier du trône sous le règne de son père mais n'est jamais devenu roi, en raison de sa mort prématurée.

## Biographie
Alphonse est le neuvième enfant du roi d'Angleterre Édouard Ier et de son épouse Éléonore de Castille. Il voit le jour à Bayonne, dans le duché de Gascogne, alors que ses parents y marquent une pause avant de retourner en Angleterre, qu'ils ont quittée en 1270 pour aller participer à la neuvième croisade en Terre sainte. La Gascogne avait été un fief revendiqué par l'oncle maternel d'Alphonse, le roi Alphonse X de Castille, jusqu'au mariage de ses parents en 1254. L'amitié portée par le couple royal au roi de Castille se manifeste dans le choix du prénom Alphonse pour leur fils, alors qu'il s'agit d'un prénom rare en Angleterre. La reine Éléonore persuade également son frère de venir en Gascogne afin de servir de parrain lors du baptême du prince.
Initialement, Alphonse est le troisième fils d'Édouard et n'est pas destiné à accéder au trône d'Angleterre. Toutefois, l'aîné de ses frères, Jean, est mort en août 1271, et le second, Henri, meurt à son tour en octobre 1274, faisant d'Alphonse le seul fils restant du couple royal et l'héritier du trône. En raison des fréquents déplacements de ses parents au sein du royaume, Alphonse possède sa propre maisonnée, mais cela n'empêche pas la reine Éléonore de s'intéresser à son éducation. Le jeune prince bénéficie même des services d'un cuisinier espagnol. Selon certains chroniqueurs, il aurait été élevé à une date inconnue au titre de comte de Chester, mais il ne reste aucune trace de cette éventuelle désignation dans les archives du règne d'Édouard Ier. À l'âge de dix ans, Alphonse est fiancé à Marguerite, fille du comte Florent V de Hollande.

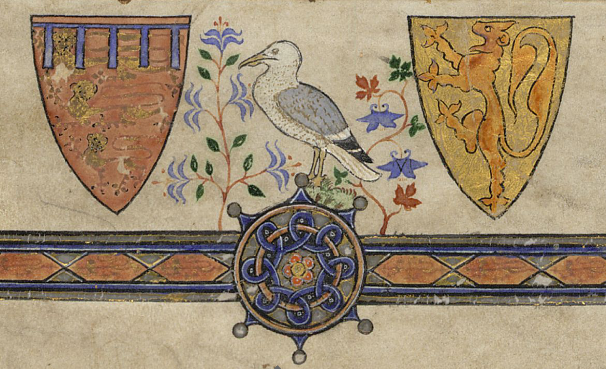
Blasons d'Alphonse d'Angleterre et de sa fiancée Marguerite de Hollande, tirés du psautier du prince.

Mais l'héritier d'Angleterre meurt de maladie à Windsor, le 19 août 1284, quelques mois avant le mariage et à peine 4 mois après la naissance de son frère, le futur Édouard II. Il est enterré dans la chapelle du Confesseur dans l'abbaye de Westminster, mais l'emplacement exact de sa tombe s'est perdu. Son cœur est déposé au prieuré des Blackfriars, à Londres. Un psautier enluminé, réalisé à l'occasion du mariage d'Alphonse et Marguerite, est laissé inachevé à la mort du prince. Il est repris et achevé quelques années plus tard, en 1297, lorsque la sœur d'Alphonse, Élisabeth, se marie avec le comte Jean de Hollande, le frère de Marguerite. Le Psautier d'Alphonse est actuellement conservé à la British Library.